# Bensalem Township
Bensalem Township est un township, situé dans le comté de Bucks, en Pennsylvanie, aux États-Unis,. En 2016, le township comptait une population de 60 329 habitants.

## Démographie
Lors du recensement de 2010, le township comptait une population de 60 427 habitants. Elle est estimée, en 2017, à 60 569 habitants.

### Source de la traduction
- (en) Cet article est partiellement ou en totalité issu de l’article de Wikipédia en anglais intitulé « Bensalem Township, Bucks County, Pennsylvania » (voir la liste des auteurs).